# Óscar Pérez
Pour les articles homonymes, voir Óscar Pérez (homonymie), Pérez et Rojas.
Óscar Pérez Rojas (né le 1er février 1973 à Mexico) est un footballeur international mexicain. Il évoluait au poste de gardien de but, principalement au CD Cruz Azul. Gardien de petite taille (1,71m), il est surnommé « El Conejo » (le lapin).

## Biographie
Il participe à son premier match professionnel avec Cruz Azul lors d'un match nul 0-0 contre Atlas en 1993.
Le 27 juillet 2019, après une carrière professionnelle de vingt-six ans, il prend sa retraite sportive et rejoint son club de toujours, le CD Cruz Azul où il devient l'entraîneur des gardiens.

## Palmarès
- Sélectionné pour les Coupes du monde 1998, 2002 et 2010.
- Vainqueur de la Gold Cup en 1998, 2003 et 2009
- Vainqueur de la Coupe des confédérations en 1999
- Ligue des champions de la CONCACAF
  - 1996 (Cruz Azul Fútbol Club)
  - 1997 (Cruz Azul Fútbol Club)
  - 2016/2017 (Club de Fútbol Pachuca)
- Pre Pre Libertadores
  - 2000 (Cruz Azul Fútbol Club)
- Copa Pre Libertadores
  - 2001 (Cruz Azul Fútbol Club)
- Copa Panamericana
  - 2007 (Cruz Azul Fútbol Club)
- Championnat du Mexique
  - 1997 (Cruz Azul Fútbol Club)
  - 2016 (Club de Fútbol Pachuca)
- Coupe du Mexique
  - 1996/1997 (Cruz Azul Fútbol Club)